# 原胤清
原 胤清（はら たねきよ、? - 弘治2年2月12日（1556年3月23日））は、戦国時代の武将。千葉氏の家臣。官途名は式部大夫（少輔）。原胤隆の嫡男。下総国小弓（生実）城城主。子に原胤貞がいる。
下総原氏宗家の嫡男であるが、胤清が生まれた当時には胤隆は既に弟の朝胤を養子に迎えて家督を譲っていたとされ、このため当初は一族の養子に出されていたとも言われている。だが、永正15年（1518年）、足利義明が小弓城を落とした際に城主の原基胤（朝胤の嫡子）が戦死、朝胤系が断絶したためにその跡を継いだ。だが、義明の追及によって高城胤吉の根木内城（あるいは小金城）に逃れ、更に北条氏綱を頼ったと言われている。
天文7年（1538年）の第一次国府台合戦で義明が戦死すると、氏綱の後ろ盾を受けて小弓城を奪回した。その後、城名を「生実城」と改めて改築したとされている（異説あり）。その後、千葉氏の親北条氏路線の中心的な立場に立ち、千葉昌胤・利胤・親胤の3代にわたって千葉氏の実権を握った。特に幼少の親胤時代には胤清主導による千葉妙見宮（現在の千葉神社）の再建が行われ、その権力を内外に誇示している。